# ناتالیا گلبوا
ناتالیا گلبوا (روسی: Наталья Глебова, née Шиве؛ زادهٔ ۳۰ آوریل ۱۹۶۳) ورزشکار اسکیت سرعت اهل روسیه است.
وی در مسابقات کشوری و بین‌المللی در مجموع برندهٔ ۱ مدال برنز شده‌است.